# Joseph Sarnoski
Joseph Raymond Sarnoski (ur. 31 stycznia 1915 w Simpson w stanie Pensylwania, zm. 16 lipca 1943 na Wyspie Bougainville’a w archipelagu Wysp Salomona) – amerykański wojskowy pochodzenia polskiego, oficer United States Army Air Forces poległy w czasie II wojny światowej, kawaler Medalu Honoru.

## Wczesne lata
Był drugim najstarszym z siedemnaściorga dzieci polskiego górnika mieszkającego w Simpson w Pensylwanii, na północ od Carbondale. Gdy jego ojciec zaczął podupadać na zdrowiu, opuścił on kopalnię węgla, aby przenieść się do rolnictwa, gdzie Joseph pomagał ojcu w najtrudniejszych pracach. Rodzina przeniosła się później do pobliskiego White's Crossing, gdzie młody Sarnoski ukończył liceum. Chociaż nauka na uczelni wyższej i praca na roli pozostawiała mu niewiele wolnego czasu, zainteresował się lotnictwem.

## Kariera wojskowa
7 marca 1936 roku zaciągnął się do Armii Stanów Zjednoczonych jako podchorąży lotnictwa, rozpoczynając służbę w Baltimore w stanie Maryland. Po podstawowym przeszkoleniu został przydzielony do 2 Grupy Bombowej stacjonującej w Langley Field w Wirginii, z dodatkowym szkoleniem w Lowry Field w Kolorado, gdzie ukończył kurs Advanced Aircraft Armorer's w 1939 roku.
W 1940 roku został zwolniony z regularnej armii, aby ponownie zaciągnąć się do United States Army Air Corps i tam szkolić się jako członek załogi lotniczej, kończąc kurs obsługi bombowców. Został awansowany do stopnia sierżanta, zdał egzamin z ćwiczebnego bombardowania w bombowcu B-17 Flying Fortress i wrócił do Langley jako członek 41 Dywizjonu Rozpoznawczego, dołączonego do 2 Grupy Bombowej.
Podczas stacjonowania w Langley Sarnoski poznał i poślubił swoją żonę Marie, otrzymał też awans na sierżanta sztabowego na początku 1941 roku. We wrześniu 1941 roku został przeniesiony do Dow Field w Bangor w stanie Maine, jako instruktor bombardowania w 65 Eskadrze Bombowej 43 Grupy Bombowej, nowo przezbrojonej w bombowce B-17. Po przystąpieniu Stanów Zjednoczonych do II wojny światowej grupa Sarnoskiego została przeniesiona 13 stycznia 1942 roku do Australii, gdzie w marcu został on awansowany do stopnia technical sergeant (niemającego odpowiednika w polskiej hierarchii wojskowej). Nadal pracował głównie jako instruktor, ale wykonał też kilka misji bojowych i zdobył awans na starszego sierżanta. W listopadzie 1942 roku, przebywając w Port Moresby na Nowej Gwinei, zgłosił się na ochotnika do załogi bojowej utworzonej przez por. Jaya Zeamera Jr. Został odznaczony Srebrną Gwiazdą za dokonania w walce i 24 maja 1943 roku za rekomendacją pilota bombowca, na którym służył, otrzymał awans do stopnia podporucznika.

## Ostatnia misja

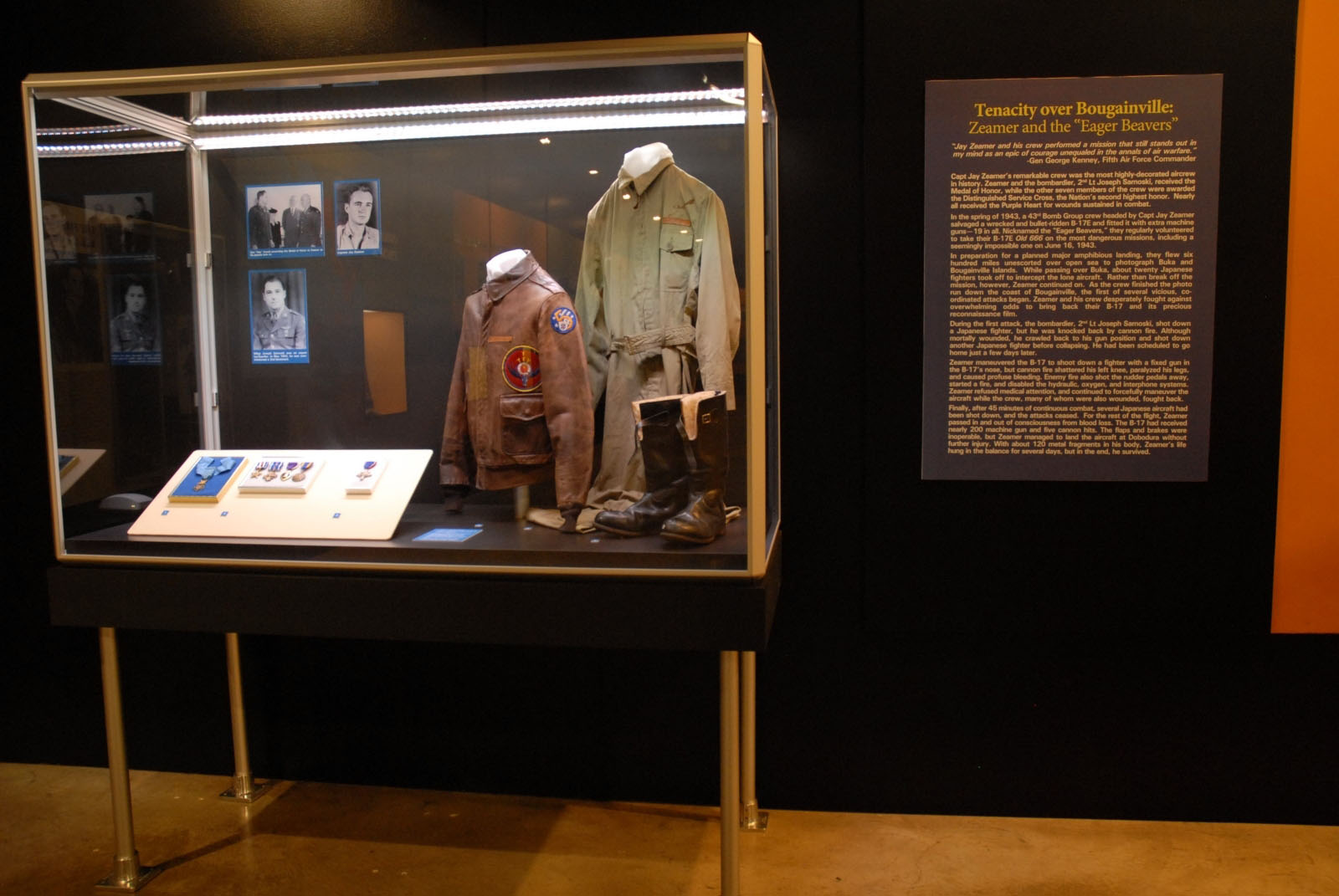
Mundur i odznaczenia Sarnoskiego wystawione jako eksponat w Narodowym Muzeum Amerykańskich Sił Powietrznych w Dayton w stanie Ohio

16 czerwca 1943 roku Sarnoski, zwykle służący w misjach bojowych jako bombardier, zgłosił się na ochotnika do lotu jako członek załogi B-17E, AAF Ser. 41-2666, Old 666 na misję bez eskorty nad Buka, małą wyspę na północnym wybrzeżu Bougainville. Zadanie zakładało pokonanie w obie strony odległości 1200 mil, aby sfotografować japońskie instalacje wojskowe i sporządzić mapę zachodniego wybrzeża Bougainville na południe aż do Zatoki Cesarzowej Augusty w ramach przygotowań do desantu alianckiego zaplanowanego na początek listopada 1943 roku. Najwyraźniej bez wiedzy wywiadu aliantów 15 czerwca Japończycy przenieśli około 400 myśliwców na Wyspy Salomona.
Fotograficzna misja rozpoznawcza przebiegała bez incydentów, chociaż załoga B-17 zgłosiła zauważanie ok. 20 myśliwców startujących z lotniska na wyspie Buka. Bombowiec kontynuował lot na południe według ustalonej trasy i na krótko przed jego ukończeniem został przechwycony przez pięć japońskich myśliwców atakujących od czoła. Chociaż Sarnoski został ranny w ataku, nadal strzelał z karabinu maszynowego Browning M2 zainstalowanego w czołowej, obrotowej wieżyczce, zestrzeliwując dwa samoloty. 20-milimetrowy pocisk z japońskiego działka lotniczego eksplodował w przedziale nosowym B-17, poważnie raniąc Sarnoskiego i wyrzucając go siłą uderzenia z przedziału. Sarnoski powlókł się jednak z powrotem na swoje stanowisko i kontynuował ostrzał, aż upadł bez sił na swój karabin maszynowy i zmarł z wykrwawienia.
B-17 ostatecznie wylądował pomyślnie na Nowej Gwinei po śmierci Sarnoskiego. Por. Jay Zeamer Jr. został również odznaczony Medalem Honoru, był to jedyny przypadek w czasie II wojny światowej, kiedy dwóch członków jednej załogi zostało uhonorowanych tym odznaczeniem za oddzielne akty bohaterstwa w tej samej misji lotniczej. Biorąc pod uwagę, że oprócz tego członkowie załogi Zeamera otrzymali także osiem Purpurowych Serc, czyni to z jego załogi najliczniej odznaczoną, amerykańską załogę lotniczą tej wojny.

## Pochówek i upamiętnienie
6 stycznia 1949 roku, dwa dni po pierwszym pochówku na nowym cmentarzu, prochy Sarnoskiego zostały przeniesione z pierwszego miejsca pochówku na Nowej Gwinei i pochowane w sekcji A, grób 582 Narodowego Cmentarza Pacyfiku w Honolulu na Hawajach.
Park stanowy Merli-Sarnoski, położony w Fell Township (na obrzeżach Carbondale) w Pensylwanii został nazwany imieniem Josepha Sarnoskiego i Gino J. Merli w 2002 roku; obaj byli kawalerami Medalu Honoru za czyny dokonane w czasie II wojny światowej i mieszkańcami hrabstwa Lackawanna.
Wojskowe pole defiladowe obok koszar 43 Grupy Transportu Lotniczego na Pope Field, części Fort Bragg w Karolinie Północnej, zostało nazwane na cześć Sarnoskiego w 2008 roku.